# CX 22 Radio Universal
CX 22 Radio Universal urugvajska je radijska postaja sa sjedištem u glavnom gradu Montevideu.
Frekvencija postaje iznosi 970 AM-a, a cjelokupni program postaje odvija se na španjolskom jeziku.
Snaga odašiljača iznosi 10 KW danju, odnosno 3 KW noću.
Postaja je članica trgovačko-lobističke zajednice ANDEBU, koja štiti i brani prava radijskih postaja i televizijskih kanala.

## Izabrani programi
- Fútbol Universal (nogometna emisija; voditelj: Alberto Kesman)
- Fuentes confiables (razgovorna emisija; voditelj: Aldo Silva)
- La oreja (intervjui s Omarom Gutiérrezom)
- La oral deportiva (športska emisija; voditelji: Enrique Yannuzzi i Alberto Kesman)[2]